# 예테보리보후스주

예테보리보후스주의 문장

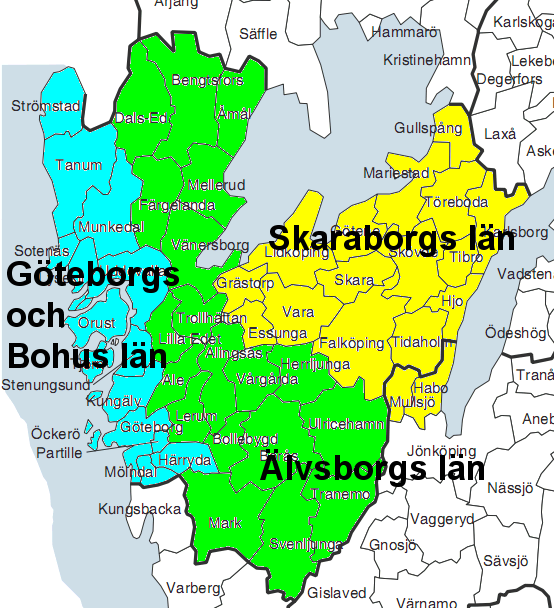
베스트라예탈란드 주로 합병된 3개 주의 위치 (파란색으로 표시된 주가 예테보리 보후스 주)

예테보리보후스주(스웨덴어: Göteborgs och Bohus län)는 과거 스웨덴에 존재했던 주로 주도는 예테보리였으며 1634년부터 1997년 12월 31일까지 존재했다.
주 이름은 주도 예테보리와 스웨덴의 지방인 보후슬렌 지방에서 유래된 이름이다. 1998년 1월 1일을 기해 엘브스보리 주, 스카라보리 주와 함께 베스트라예탈란드주로 합병되면서 폐지되었다.